# Colpixys
Colpixys is een geslacht van vliesvleugeligen uit de familie Eulophidae. De wetenschappelijke naam van dit geslacht is voor het eerst geldig gepubliceerd in 1916 door Waterston.

## Soorten
Het geslacht Colpixys omvat de volgende soorten:
- Colpixys gigas Boucek, 1972
- Colpixys necator Waterston, 1916